# Casearia decandra
Casearia decandra Jacq. – gatunek rośliny z rodziny wierzbowatych (Salicaceae Mirb.). Występuje naturalnie na Karaibach oraz w Ameryce Południowej. 

## Rozmieszczenie geograficzne
Rośnie naturalnie na Karaibach oraz w Ameryce Południowej. Na Karaibach jest spotykany między innymi na Portoryko, Gwadelupie oraz Martynice. W Ameryce Południowej występuje w Kolumbii, Wenezueli, Gujanie, Ekwadorze, Peru, Boliwii, Paragwaju, Brazylii oraz Argentynie. W Brazylii został zaobserwowany w stanach Acre, Amazonas, Pará, Rondônia, Roraima, Tocantins, Alagoas, Bahia, Ceará, Maranhão, Paraíba, Pernambuco, Piauí, Rio Grande do Norte, Sergipe, Goiás, Mato Grosso do Sul, Mato Grosso, Espírito Santo, Minas Gerais, Rio de Janeiro, São Paulo, Parana, Rio Grande do Sul i Santa Catarina, a także w Dystrykcie Federalnym. 

## Morfologia
PokrójZrzucające liście drzewo lub krzew dorastające do 15 m wysokości.
LiścieBlaszka liściowa ma owalny kształt. Mierzy 5,5–7 cm długości oraz 2,5–3 cm szerokości, jest piłkowana na brzegu, ma stłumioną nasadę i spiczasty wierzchołek. Ogonek liściowy jest nagi i dorasta do 5 mm długości.
KwiatySą zebrane w pęczki, rozwijają się w kątach pędów. Mają 5 działek kielicha o lancetowatym kształcie i dorastających do 1–2 mm długości. Kwiaty mają 10 pręcików.
OwoceTorebki o kulistym kształcie i średnicy do 1 cm. Zawierają po kilka nasion umieszczonych w lepkiej, mięsistej pulpie o słodkim smaku.

## Biologia i ekologia
Rośnie w lasach. Występuje na wysokości do 800 m n.p.m.

## Zastosowanie
Drewno jest umiarkowanie ciężkie, twarde i ma jasnobrązową barwę, jednak nie jest bardzo trwały, zwłaszcza gdy jest wystawione na działanie czynników atmosferycznych. Jest używane do wyrobu lekkich naczyń, zabawek i pudełek. Ponadto stosuje się jako opał lub do produkcji węgla drzewnego.